# Piramidele din China

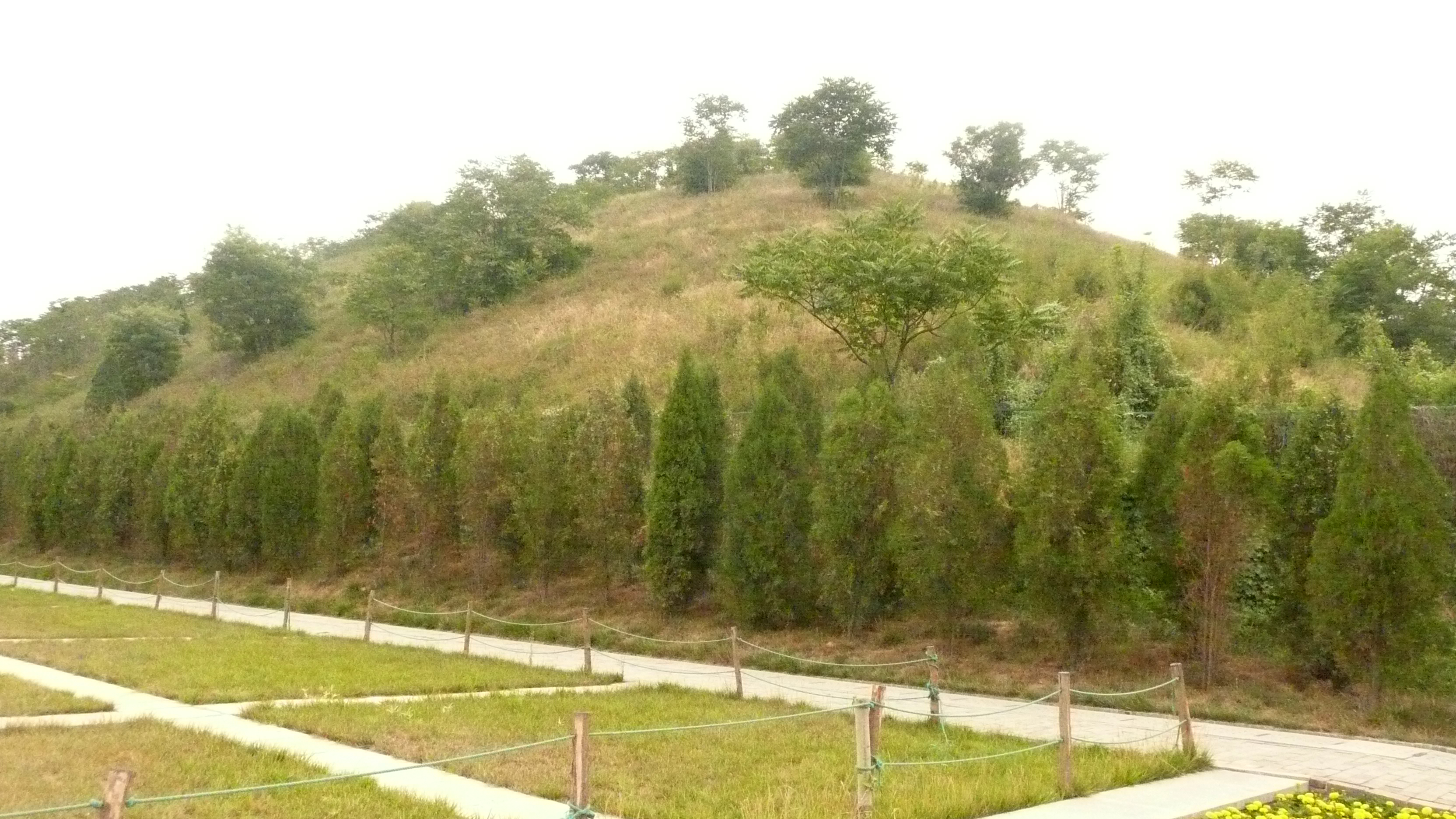
Mausoleul Han Yang Ling lângă Xian

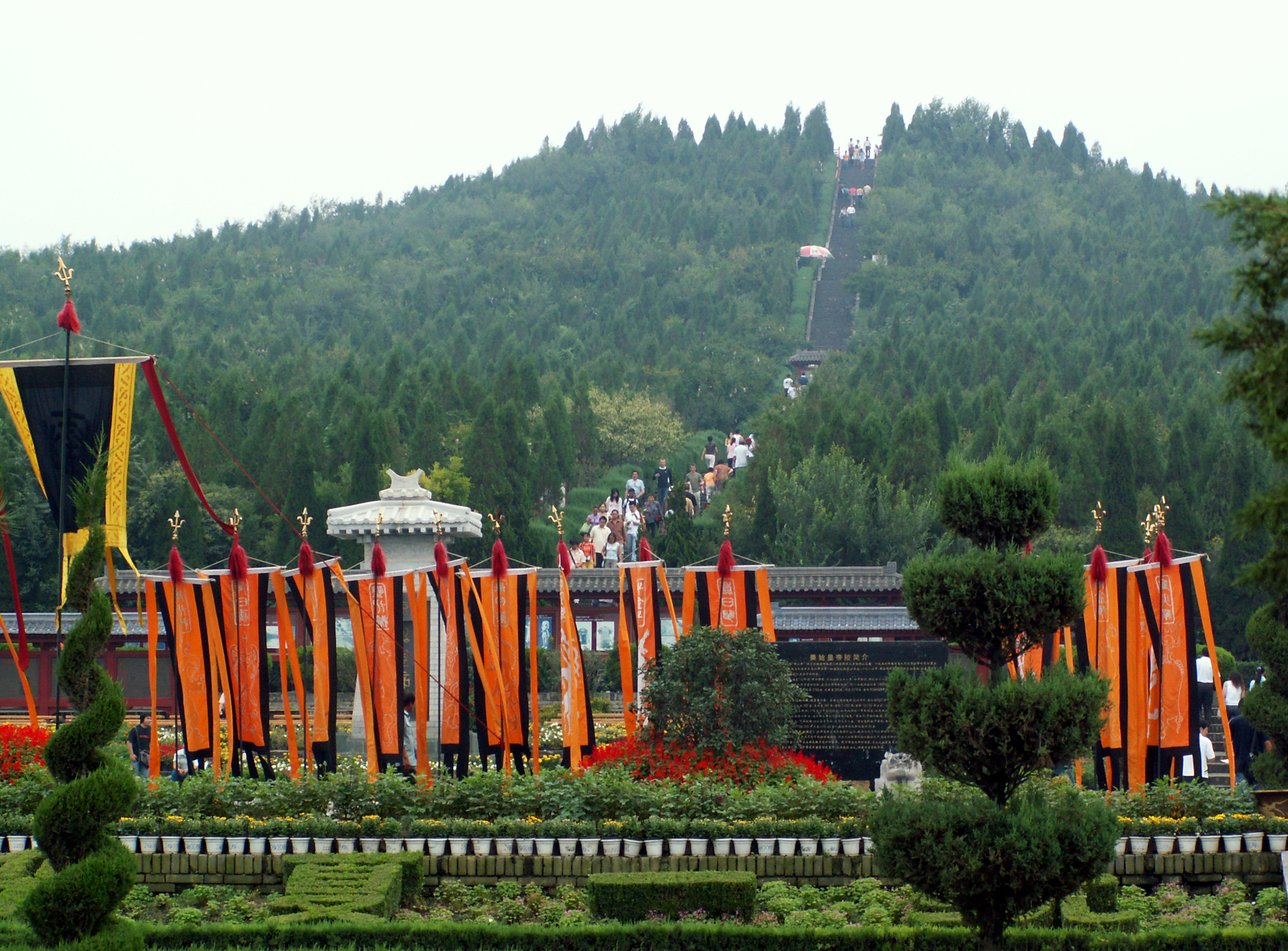
Mausoleul Qin Shihuangdis

Piramidele din China sunt monumente antice despre care se crede că sunt construite de câțiva împărați timpurii ai Chinei. Circa 38 de piramide se află la 25-35 km nord-vest de Xi'an, pe câmpiile Qin Chuan din Provincia Shaanxi. Ele nu prea sunt cunoscute în lume deoarece autoritățile comuniste din această țară le țin ascunse de ochii occidentalilor.
Ele au vârful plat și, prin urmare, sunt mai asemănătoare ca formă cu piramidele de la Teotihuacan aflate la nord-est de Ciudad de Mexico decât cu piramidele din Giza, Egipt. 